# Leo Glueckselig
Leo Glueckselig, auch Glückselig (geboren am 5. Mai 1914 in Wien, Österreich-Ungarn; gestorben am 14. Juni 2003 in New York City), war ein österreichisch-US-amerikanischer Illustrator und Grafiker.

## Leben
Leo Glueckseligs Großvater gründete in Wien das Auktionshaus für Altertümer Glückselig & Sohn, das sein Vater und sein Onkel fortführten. Sein älterer Bruder Friedrich wurde Kunsthändler und publizierte unter dem Pseudonym Friedrich Bergammer Lyrik. Auch seine Schwester Alice (1907–1983) konnte sich vor dem Holocaust retten.
Glückselig studierte Architektur an der Wiener Kunstgewerbeschule bei Oskar Strnad, Hans Adolf Vetter, Otto Niedermoser, Carl Witzmann und Oswald Haerdtl, durfte aber nach dem Anschluss Österreichs 1938 aus rassistischen Gründen kein Examen mehr ablegen. In der Reichspogromnacht wurde er verhaftet und emigrierte noch im selben Jahr über Holland und Frankreich in die USA.
Nach Kriegseintritt der USA 1941 wurde Glueckselig Soldat der US-Army und wurde auf dem europäischen Kriegsschauplatz eingesetzt. Er arbeitete danach bis ins hohe Alter freiberuflich als Illustrator und Zeichner in der Werbung und für Ostküstenzeitungen und Magazine wie Time, Life und die New York Times. Er gab Zeichenunterricht und war Teilnehmer des Oskar-Maria-Graf-Stammtisches.
1999/2000 waren seine Werke erstmals in Ausstellungen in Salzburg, Wien, New York und Washington zu sehen. Glückselig vermachte einen Teil seiner Werke der Universität für angewandte Kunst. Er erhielt 2002 das Silberne Ehrenzeichen des Landes Wien.

## Buchillustrationen (Auswahl)
- Paul Steiner: Useless facts about women. Illustrationen Leo Glueckselig. New York : Abelard-Schuman, 1965
- Shirley Sloan Fader: The princess who grew down. Illustrationen Leo Glueckselig. New York, Lion Press, 1968
- Angelika Wolff: Mom! I broke my arm! Illustrationen Leo Glueckselig. New York : Lion Press, 1969

## Ausstellungskatalog
- Erika Patka (Hrsg.): Leo Glückselig : geboren in Wien – wohnhaft in New York ; eine Ausstellung der Universität für Angewandte Kunst Wien – Sammlung in Zusammenarbeit mit dem Bundeskanzleramt, Sektion für Kunstangelegenheiten, Kunstraum Palais Porcia, Wien, 3. bis 20. September 2002. Wien : Univ. für Angewandte Kunst, 2002, ISBN 978-3-85211-102-5